# Long Stratton
Long Stratton è un paese di 3 701 abitanti della contea del Norfolk, in Inghilterra.